# FC Utrecht in het seizoen 2007/08 (vrouwen)
Dit is een pagina met diverse statistieken van de vrouwenafdeling van de voetbalclub FC Utrecht uit het seizoen 2007/2008.
FC Utrecht was een van de voetbalclubs die vanaf het seizoen 2007-2008 begonnen met de eredivisie voor vrouwen. Het is een experiment, dat drie seizoenen duurt. Alle clubs zijn een samenwerkingsverband aangegaan met een van de vrouwenvoetbalclubs uit de hoofdklasse; voor Utrecht is dat het Zeistse SV Saestum. Deze club zal onder andere fungeren zoals de beloftenelftallen bij betaaldvoetbalorganistaties, waarbij spelers die buiten de boot vallen doordat ze geen basisplaats hebben of revalideren van een blessure wedstrijden voor de topclub uit Zeist kunnen spelen. De 1e oefenwedstrijd van het Utrechtse vrouwenteam eindigde in een 4-0-overwinning op Wartburgia. 
Op 30 augustus 2007 werd de eerste competitiewedstrijd gespeeld. De aftrap werd verricht door de Utrechtse burgemeester Annie Brouwer-Korf.

## Technische staf
| Trainer / coach    | Maria van Kortenhof |
| Assistent trainer  | Mascha Hoogeveen    |
| Keeperstrainer     | Marcel Mul          |
| Teammanager        | Astrid Cevaal       |
| Arts               | Ester Gieles        |
| Fysiotherapeut     | Jeroen Peters       |
| Materiaalbeheerder | Henny van Laaren    |
| Coördinator        | Mark Verkuijl       |

## Selectie
De selectie bestond uit 20 voetbalsters. Coach is Maria van Kortenhof, die wordt bijgestaan door Macha Hoogeveen. SV Saestum was met 8 spelers de hofleverancier, gevolgd door Wartburgia met 3 spelers.
| Nat.               | Nr. | Speler                 | Positie     | Vorige club      |
| ------------------ | --- | ---------------------- | ----------- | ---------------- |
| Vlag van Nederland | 15  | Suzanne Bakker         | Verdediging | Wartburgia       |
| Vlag van Nederland | 20  | Joniek Bonnes          | Verdediging | SV Saestum       |
| Vlag van Nederland | 8   | Manon van den Boogaard | Middenveld  | SV Saestum       |
| Vlag van Nederland | 1   | Angela Christ          | Doel        | SV Saestum       |
| Vlag van Nederland | 5   | Petra Hogewoning       | Verdediging | Ter Leede        |
| Vlag van Nederland | 6   | Anouk Hoogendijk       | Middenveld  | SV Saestum       |
| Vlag van Nederland | 2   | Judith Kuipers         | Verdediging | Wartburgia       |
| Vlag van Nederland | 24  | Roos Kwakkenbos        | Verdediging | VV Schoonhoven   |
| Vlag van Nederland | 14  | Lesley Landweer        | Middenveld  | RVVH             |
| Vlag van Nederland | 23  | Miranda Loeff          | Middenveld  | SteDoCo          |
| Vlag van Nederland | 10  | Gilanne Louwaars       | Middenveld  | SV Saestum       |
| Vlag van Nederland | 16  | Denise van Luyn        | Doel        | Delta Sports     |
| Vlag van Nederland | 13  | Tessa Oudejans         | Aanval      | VV Pancratius    |
| Vlag van Nederland | 7   | Loes Smeets            | Verdediging | SV Saestum       |
| Vlag van Nederland | 21  | Shirley Smith          | Aanval      | ex-SV Saestum    |
| Vlag van Nederland | 9   | Lisanne Vermeulen      | Aanval      | SV Saestum       |
| Vlag van Nederland | 3   | Miranda Verrips        | Verdediging | Wartburgia       |
| Vlag van Nederland | 11  | Mandy Versteegt        | Aanval      | Sportlust '46    |
| Vlag van Nederland | 22  | Denise van Vliet       | Aanval      | VV Buitenveldert |
| Vlag van Nederland | 12  | Renee de Vries         | Verdediging | SV Saestum       |

## Wedstrijden

### Eredivisie
In de Eredivisie behaalde FC Utrecht de derde plaats.
| Datum             | Thuisploeg    | Uitploeg      | Uitslag |
| ----------------- | ------------- | ------------- | ------- |
| 30 augustus 2007  | FC Utrecht    | AZ            | 0-2     |
| 6 september 2007  | Willem II     | FC Utrecht    | 0-5     |
| 13 september 2007 | ADO Den Haag  | FC Utrecht    | 3-0     |
| 20 september 2007 | FC Utrecht    | FC Twente     | 0-2     |
| 4 oktober 2007    | FC Utrecht    | sc Heerenveen | 4-1     |
| 18 oktober 2007   | sc Heerenveen | FC Utrecht    | 0-1     |
| 25 oktober 2007   | FC Utrecht    | Willem II     | 1-0     |
| 8 november 2007   | AZ            | FC Utrecht    | 2-0     |
| 13 december 2007  | Willem II     | FC Utrecht    | 1-0     |
| 24 januari 2008   | FC Utrecht    | AZ            | 3-2     |
| 30 januari 2008   | FC Twente     | FC Utrecht    | 2-3     |
| 7 februari 2008   | FC Utrecht    | FC Twente     | 2-1     |
| 14 februari 2008  | ADO Den Haag  | FC Utrecht    | 2-2     |
| 25 februari 2008  | FC Utrecht    | ADO Den Haag  | 4-0     |
| 28 februari 2008  | sc Heerenveen | FC Utrecht    | 0-3     |
| 27 maart 2008     | AZ            | FC Utrecht    | 2-3     |
| 3 april 2008      | FC Utrecht    | sc Heerenveen | 0-0     |
| 17 april 2008     | FC Utrecht    | Willem II     | 0-3     |
| 15 mei 2008       | FC Twente     | FC Utrecht    | 3-2     |
| 21 mei 2008       | FC Utrecht    | ADO Den Haag  | 2-3     |

### KNVB beker
FC Utrecht verloor de finale van FC Twente, hierdoor werden zij tweede in het gevecht om de KNVB beker.
| Datum            | Thuisploeg   | Uitploeg   | Uitslag | Toelichting                            |
| ---------------- | ------------ | ---------- | ------- | -------------------------------------- |
| 22 november 2007 | FC Utrecht   | AZ         | 1-1     | FC Utrecht wint na strafschoppen (5-3) |
| 2 februari 2008  | Be Quick '28 | FC Utrecht | 1-4     |                                        |
| 19 maart 2008    | Ste.Do.Co    | FC Utrecht | 0-0     | FC Utrecht wint na strafschoppen (4-5) |
| 10 mei 2008      | RKSVO        | FC Utrecht | 0-4     |                                        |
| 24 mei 2008      | FC Utrecht   | FC Twente  | 1-3     |                                        |

## Statistieken

### Topscorers
| #      | Naam                   | Goal  |
| ------ | ---------------------- | ----- |
| 1.     | Shirley Smith          | 8     |
| 2.     | Roos Kwakkenbos        | 4     |
| 2.     | Gilanne Louwaars       | 4     |
| 2.     | Tessa Oudejans         | 4     |
| 5.     | Manon van den Boogaard | 3     |
| 5.     | Anouk Hoogendijk       | 3     |
| 5.     | Mandy Versteegt        | 3     |
| 8.     | Lesley Landweer        | 2     |
| 8.     | Lisanne Vermeulen      | 2     |
| 10.    | Joniek Bonnes          | 1     |
| 10.    | Merel Snoeck           | 1     |
| Totaal | Totaal                 | 35’’’ |

| #      | Naam                | Goal |
| ------ | ------------------- | ---- |
| 1.     | Lisanne Vermeulen   | 3    |
| 2.     | Suzanne Bakker      | 1    |
| 2.     | Anouk Hoogendijk    | 1    |
| 2.     | Roos Kwakkenbos     | 1    |
| 2.     | Lesley Landweer     | 1    |
| 2.     | Loes Smeets         | 1    |
| 2.     | Denise van Vliet    | 1    |
| –      | Onbekend (tegen AZ) | 1    |
| Totaal | Totaal              | 10   |